# ألفرد هنت
ألفرد هنت (بالإنجليزية: Alfred Hunt)‏ هو سياسي أسترالي، ولد في 2 مايو 1861 في أستراليا، وتوفي في 16 أغسطس 1930 في أستراليا. حزبياً، نشط في Progressive Party (1901) ‏. وقد انتخب عضو المجلس التشريعي نيو ساوث ويلز.